# Diplospora griffithii
Diplospora griffithii är en måreväxtart som beskrevs av Joseph Dalton Hooker. Diplospora griffithii ingår i släktet Diplospora och familjen måreväxter.
Artens utbredningsområde är Burma. Inga underarter finns listade i Catalogue of Life.